# 朱文熊
朱文熊（1883年2月12日—1961年3月4日），乳名杏生，字造五，又字兆弧，江苏昆山陈墓人，清末切音字运动的先驱。

## 生平
朱文熊出生于书香世家，朱文焯、朱文鑫为其族兄弟。他少时中秀才，并曾就学于苏州中西学堂。后考取官费前往日本留学，于1904年进入弘文学院学习日语，1906年又入读东京高等师范学校格致科。期间曾与鲁迅、杨昌济、许寿裳、陈衡恪等同窗。他在留日期间于1906年出版《江苏新字母》一书，为苏州话拟定了一套拉丁字母拼音方案，他也成为了中国知识分子中采用拉丁字母为汉字标音的第一人。同时他还在书中首先使用了“普通话”一词，将其定义为“各省通用之话”。
朱文熊于1910年毕业返国，次年钦用七品京官，后进入吉林大学教授化学。1913年赴北京任教于北京高等师范学校。次年任教育部编审处编审员、通俗教育研究会会员，还曾任京师图书馆馆长。1919年出任新成立的国语统一筹备会会员。1928年改组为国语统一筹备委员会后又被聘为委员。1929年赴北平师范大学任斋务课课长，并在任北平大学附属女子中学国文教员。1931年朱文熊回到苏州，并于1934年前往浙江大学任教。1936年前往苏州美术专科学校教日文，此后还曾任教于苏州惠灵女中，并任教育局科长。1947年至1949年间又任教于故乡的昆山私立槃亭中学。中华人民共和国成立后，他还先后任教于苏州大众补习学校、寰成中学。后于1961年因病在苏州去世。